# 지단우
지단우(1994년 12월 4일 ~ )는 대한민국의 DJ다. 2018년 디지털 싱글 앨범 [Headache]로 데뷔했다.

## 방송
- WET! (2023)

## 음반
- Headache (2018)
- Tikati (2018)
- Won't You Rock (2018)
- First Dance (2022)
- Second Run (2022)

## 공연
- BLOCK PARTY 2022 (2022)
- 인제 오리지널스 캠핑 페스티벌 (2023)